# Хабаровское сельское поселение
Хабаровское се́льское поселе́ние — муниципальное образование в Онгудайском муниципальном районе Республики Алтай Российской Федерации.
Административный центр — село Хабаровка.

## История
Статус и границы сельского поселения установлены Законом Республики Алтай от 13 января 2005 года № 10-РЗ «Об образовании муниципальных образований, наделении соответствующим статусом и установлении их границ».

## Население
| 2010 | 2011 | 2012 | 2013 | 2014 | 2015 | 2016 | 2017 | 2018 |
| ---- | ---- | ---- | ---- | ---- | ---- | ---- | ---- | ---- |
| 560  | ↘558 | ↘531 | ↘522 | ↗526 | ↗538 | ↗540 | ↘527 | ↘516 |
| 2019 | 2020 | 2021 |      |      |      |      |      |      |
| ↘497 | ↘476 | ↗548 |      |      |      |      |      |      |

## Состав сельского поселения
| № | Населённый пункт | Тип населённого пункта       | Население |
| - | ---------------- | ---------------------------- | --------- |
| 1 | Хабаровка        | село, административный центр | ↘274      |
| 2 | Улита            | село                         | ↗266      |